# Les Planches-en-Montagne
Les Planches-en-Montagne je naselje in občina v vzhodnem francoskem departmaju Jura regije Franche-Comté. Leta 2009 je naselje imelo 150 prebivalcev.

## Geografija
Kraj leži v pokrajini Franche-Comté 80 km južno od Besançona.

## Uprava
Les Planches-en-Montagne je sedež istoimenskega kantona, v katerega so poleg njegove vključene še občine Bief-des-Maisons, Les Chalesmes, Chaux-des-Crotenay, Crans, Entre-deux-Monts, Foncine-le-Bas in Foncine-le-Haut z 2.198 prebivalci.
Kanton Planches-en-Montagne je sestavni del okrožja Lons-le-Saunier.

## Zanimivosti
- cerkev sv. Janeza Krstnika;